# Majalengka (regentschap)
Majalengka  is een regentschap in de provincie West-Java op het eiland Java. Majalengka telde in 2007 1.204.379 inwoners op een oppervlakte van 1204 km².
In het regentschap bevindt zich de internationale luchthaven Kertajati, een groot in 2018 geopend vliegveld dat als toegangspoort voor een groot deel van West-Java zal dienen.

## Bestuurlijke indeling
Bij de volkstelling van 2010, bestaat dit regentschap uit zesentwintig onderdistricten (kecamatan) , onderverdeeld in 13 stedelijke dorpen (Kelurahan) en 318 landelijke dorpen (desa):
| Onderdistrict | Inwoners in 2010 |
| ------------- | ---------------- |
| Lemasugih     | 57.038           |
| Bantarujeg    | 42.634           |
| Malausma      | 40.936           |
| Cikijing      | 59.577           |
| Cingambul     | 35.719           |
| Talaga        | 43.045           |
| Bahjaran      | 23.903           |
| Argapura      | 33.460           |
| Maja          | 48.396           |
| Majalengka    | 68.871           |
| Cigasong      | 33.437           |
| Sukahaji      | 39.579           |
| Sindang       | 14.409           |
| Rajagaluh     | 41.377           |
| Sindangwangi  | 30.290           |
| Leuwimunding  | 55.736           |
| Palasah       | 45.661           |
| Jatiwangi     | 82.624           |
| Dawuan        | 44.491           |
| Kasokandel    | 45.958           |
| Panyingkiran  | 29.576           |
| Kadipaten     | 43.346           |
| Kertajati     | 42.263           |
| Jatitujuh     | 50.864           |
| Ligung        | 56.328           |
| Sumberjaya    | 56.655           |
| Totaal        | 1166.473         |

Stadsgemeenten: Bandung · Banjar · Bekasi · Bogor · Cimahi · Cirebon · Depok · Sukabumi · Tasikmalaya

Regentschappen: Bandung · Bekasi · Bogor · Ciamis · Cianjur · Cirebon · Garut · Indramayu · Karawang · Kuningan · Majalengka · Pangandaran · Purwakarta · Subang · Sukabumi · Sumedang · Tasikmalaya · West-Bandung